# Fujita Toshiko
Fujita Toshiko (藤田 淑子 (Đằng Điền Thục Tử) Fujita Toshiko) (5 tháng 4 năm 1950 – 28 tháng 12 năm 2018) là diễn viên lồng tiếng Nhật Bản. Bà từng là diễn viên lồng tiếng của Aoni Production.

## Vai lồng tiếng nổi bật
Nhân vật chính trong anime được in đậm.
- Yagami Taichi trong Digimon Adventure, Digimon Adventure 02
- Ikkyū trong Tiểu hòa thượng Ikkyū
- Cross trong Ginga Nagareboshi Gin
- Corazón Muto trong Allison & Lillia
- Dai trong Dragon Quest: The Adventure of Dai
- Hilda trong Outlaw Star
- Kiteretsu trong Cuốn từ điển kì bí
- Mamiya trong Fist of the North Star
- Papii (1st voice) trong Yūsei Shōnen Papii
- Rally Cheyenne trong Silent Möbius
- Rui Kisugi trong Cat's Eye
- Shashi-oh trong RG Veda
- Yūko Inoue Prefectural Earth Defense Force
- Zofis trong Zatch Bell!
- Taeko Miyauchi trong Chihayafuru
- "Big Mom" Charlotte Linlin trong One Piece (tập 571)
- Saniwa trong Kurozuka (novel)
- Madam Exorcist – Inuyasha
- Chigusa Tsukikage trong the 2005 version of Glass Mask
- Theagan trong Deltora Quest